# Waldemar Gondek
Waldemar Gondek (ur. 3 października 1953 w Szczecinie) – polski lekkoatleta, średniodystansowiec.
Dwa razy stawał na podium uniwersjady w Rzymie (1975). Cztery razy bronił barw narodowych w meczach międzypaństwowych (w latach 1975–1976). Trzykrotny medalista mistrzostw Polski seniorów. W roku 1975 wywalczył złoto w biegu na 800 metrów oraz brąz w sztafecie 4 x 400 metrów. Rok później – podczas kolejnej edycji krajowego czempionatu – ponownie zdobył brązowy krążek w biegu rozstawnym. 
Z wykształcenia magister wychowania fizycznego (absolwent warszawskiej AWF). Obecnie przedsiębiorca.

## Osiągnięcia
| Rok  | Zawody                         | Miejsce   | Lokata     | Konkurencja        | Rezultat |
| ---- | ------------------------------ | --------- | ---------- | ------------------ | -------- |
| 1975 | Halowe mistrzostwa Europy      | Katowice  | eliminacje | bieg na 800 m      | 1:55,8   |
| 1975 | Mecz Polska - RFN - Finlandia  | Helsinki  | 4. miejsce | bieg na 800 m      | 1:49,06  |
| 1975 | Mecz CSRS - Polska - USA       | Praga     | 6. miejsce | bieg na 800 m      | 1:52,9   |
| 1975 | Mecz Polska - Francja          | Bydgoszcz | 1. miejsce | bieg na 800 m      | 1:49,6   |
| 1975 | Uniwersjada                    | Rzym      | 1. miejsce | bieg na 800 m      | 1:50,04  |
| 1975 | Uniwersjada                    | Rzym      | 1. miejsce | sztafeta 4 x 400 m | 3:09,13  |
| 1976 | Mecz Włochy - Polska - Rumunia | Mediolan  | 5. miejsce | bieg na 800 m      | 1:50,1   |

## Rekordy życiowe
| Konkurencja             | Rezultat | Data           | Miasto               |
| ----------------------- | -------- | -------------- | -------------------- |
| bieg na 800 m - stadion | 1:47,0   | 1 czerwca 1975 | Zagrzeb              |
| bieg na 1000 m          | 2:26,0   | 7 maja 1972    | Stargard Szczeciński |
| bieg na 800 m - hala    | 1:54,09  | 23 lutego 1975 | Katowice             |